# Mozambique aux Jeux olympiques
Le Mozambique participe aux Jeux olympiques depuis 1980 et a envoyé des athlètes à chaque jeux depuis cette date. Le pays n'a jamais participé aux Jeux d'hiver. 
Le pays a remporté 1 médaille d'or et une de bronze.
Le Comité national olympique du Mozambique a été créé en 1979 et a été reconnu par le Comité international olympique (CIO) la même année.

## Médailles
| Médaille | Nom                    | Jeux         | Sport      | Compétition |
| -------- | ---------------------- | ------------ | ---------- | ----------- |
| Bronze   | Maria de Lurdes Mutola | Atlanta 1996 | Athlétisme | 800m Femmes |
| Or       | Maria de Lurdes Mutola | Sydney 2000  | Athlétisme | 800m Femmes |